# Хазанкин, Роман Григорьевич
Роман Григорьевич Хаза́нкин (род. 1947) — советский и российский педагог, заслуженный учитель школы РСФСР (1987). Лауреат Государственной премии СССР (1990), лауреат Премии Правительства России в области образования (2006).

## Биография
Р. Г. Хазанкин родился 3 апреля 1947 года в Тяньцзине (Китай). Родители Хазанкина, Григорий Наумович и Любовь Давыдовна (урождённая Дондо), родились в Китае, в городе Харбин. Их родители перебрались в Китай из России, из Томска в поисках работы. Родители Р. Г. Хазанкина были гражданами сначала России, потом СССР, так что факт рождения старшего брата и самого Р. Г. Хазанкина был зарегистрирован в Генконсульстве СССР в Китае. Когда в 1947 году началась кампания по возвращению всех граждан СССР, проживающих в Китае, на Родину (репатриации из Китая в СССР), родители Р. Г. Хазанкина вместе со своими родителями и двумя детьми вернулись в СССР и в октябре 1947 года оказались в г. Белорецке Башкирской АССР.
Всё детство, юность и взрослая жизнь Р. Г. Хазанкина связаны с Белорецком (кроме нескольких лет учёбы в ВУЗе, аспирантуре и службы в армии).

## Система обучения математике
Р. Г. Хазанкин является создателем системы обучения школьников математике, которая называется «Вертикальная педагогика». Разработанная в конце 1970-х годов, она применяется до сих пор им и рядом его последователей и даёт при этом устойчивые высокие результаты обучения и воспитания школьников.
Отличительные особенности системы:
- изменение целей обучения и воспитания школьников. Главные цели — научить школьников читать, писать и говорить; научить их сотрудничеству, созиданию, сопереживанию и сорадованию; научить задавать вопросы по сути изучаемых вещей учителям, старшим школьникам и соученикам; научить школьников делать работу вовремя — вовремя работу начинать, вовремя её продолжать и вовремя, к положенному сроку, её завершать.
- планирование учебной нагрузки учителя так, чтобы у него образовалась «вертикаль», то есть по одному классу — например, с седьмого по одиннадцатый класс (аналогично с пятого по девятый). При этом учебный процесс строится таким образом, чтобы каждый ученик более старшего класса был активным помощником учителю в обучении одного ученика из класса ниже.
- изменение традиционной структуры урока.

## Система уроков математики
Ещё одна педагогическая разработка Р. Г. Хазанкина — система уроков, которая включает:
- урок-лекцию;
- урок-решение ключевых задач, впервые введенный Р. Г. Хазанкиным, где учитель вместе с учениками вычленяет минимальное число задач, при решении которых реализуется изученная теория;
- урок-консультацию, на котором вопросы задают ученики, а отвечает на них учитель;
- урок-зачет, где школьники из старшего звена вертикали по специально подготовленным блок-схемам опрашивают младших учеников, при этом работа идёт в парах (ученик-ученик), обсуждаются вопросы теории, приемы и методы решения ключевых задач, идёт совместная работа по составлению новых задач;
- урок анализа результатов зачетного занятия в парах, на котором учитель систематизирует и анализирует трудности, испытанные школьниками, используя зачетные карточки, в которых старшие школьники оценили усвоение теории, практики и умение оформлять решение задач своими подопечными;
- контрольный урок, на котором уже учитель оценивает работу учеников и старшего, и младшего звена;
- урок анализа контрольной работы.

## Организаторская и педагогическая деятельность
- Р. Г. Хазанкин — один из организаторов Белорецкой компьютерной школы (БКШ). В 1994 г. Министерство образования РФ и Международный Фонд «Культурная инициатива» отметили работу коллектива БКШ, под научно-методическим руководством Р. Г. Хазанкина, Грантом 1-й степени.[4]
- Р. Г. Хазанкин провел курсы повышения научной квалификации учителей математики более чем в 40 городах России и ближнего зарубежья. Участники этих курсов получают специальные удостоверения о полученном повышении квалификации.
- Р. Г. Хазанкин — организатор и участник многих (в том числе международных) конференций по проблемам образования. В 2000 году в городе Дубне был сопредседателем международной конференции «Математика и общество, математическое образование на рубеже веков», где им был сделан пленарный доклад «Математическое образование и средняя школа»[5]. Один из активных организаторов международных конференций «Турнир городов», которые трижды проходили в г. Белорецке, а также участник большого числа конференций Всероссийской ассоциации учителей математики, участник и докладчик международного математического конгресса в г. Копенгагене (2004), посвященных вопросам математического образования. Председатель жюри первого Всероссийского конкурса учителей математики по решению математических задач «Золотой ключ».

## Педагогические достижения
- Более 200 учеников Р. Г. Хазанкина окончили механико-математический, физический, геологический и другие факультеты Московского государственного университета, более 60 — МФТИ и МИФИ[3].
- Среди учеников Р. Г. Хазанкина насчитывается более 60 кандидатов физико-математических и технических наук и 4 доктора физико-математических и технических наук.
- За последние 30 лет ученики Хазанкина 128 раз становились победителями и призёрами региональной математической олимпиады и 62 раза получали аналогичные награды на Всероссийских и Всесоюзных олимпиадах, 19 раз завоевывали медали очных международных математических турниров, 9 раз становились абсолютными победителями международного математического Турнира городов, проводимого журналом «Квант» и Академией наук СССР/России

## Награды и звания
- Отличник народного просвещения РСФСР (1985)
- Заслуженный учитель школы РСФСР (1987)
- Отмечен Московским математическим обществом (секция средней школы) (1987)
- Внесен в Книгу почета Министерства просвещения РСФСР (1988)
- Лауреат Государственной премии СССР (1990)
- Лауреат премии Американского математического общества (1993)[6]
- Почётный гражданин города Белорецка (1997)
- Награждён медалью ордена «За заслуги перед Отечеством» II степени (2001)
- Лауреат премии Правительства Российской Федерации в области образования (2006)
- Лауреат конкурса лучших учителей Российской Федерации (2006)
- Выдающийся деятель России, по версии международного журнала «Лица» (2007)
- Заслуженный учитель Республики Башкортостан (2007)
- Народный учитель Республики Башкортостан (2008)[7]
- Лауреат премии Фонда «Династия» «За выдающиеся заслуги в области физико-математического образования» (2008)[8]
- Трижды лауреат премии Фонда «Династия» в номинации «Наставник будущих ученых» (2007,2009,2013)[9][10]
- Четырежды награждён грантами Сороса[11]